# Falcone – Im Fadenkreuz der Mafia
Falcone – Im Fadenkreuz der Mafia (Originaltitel: Excellent Cadavers) ist ein italienischer Fernsehfilm des Regisseurs Ricky Tognazzi aus dem Jahr 1999 und erzählt die Geschichte des Untersuchungsrichters Giovanni Falcone während seines Kampfes gegen die Cosa Nostra. Es handelt sich um eine Verfilmung des gleichnamigen Buches von Alexander Stille.

## Handlung
Palermo, Ende der 1970er-Jahre: Untersuchungsrichter Giovanni Falcone sagt der Cosa Nostra den Kampf an, während im Großteil Siziliens bei Polizei und Staatsanwaltschaft Korruption, Ignoranz oder auch Angst herrschen. Unter ständiger Lebensgefahr und ohne Rücksicht auf politische Opportunität bieten er und die wenigen unterstützenden Freunde und Kollegen wie Paolo Borsellino konsequent dem organisierten Verbrechen in seiner Heimat die Stirn. Rasch machte Falcone sich namhafte Feinde und wurde am 23. Mai 1992 in Palermo Opfer eines spektakulären Bombenattentats. Mit ihm starben seine Frau Francesca und drei Leibwächter. 

## Hintergrund
Gedreht wurde der Film in Palermo und Rom, er wurde von HBO am 16. Oktober 1999 erstmals  ausgestrahlt. In Italien wurde der Film ab August des Jahres 2000 unter dem Namen I giudici – vittime eccellenti veröffentlicht, in Deutschland wurde er erstmals 3. Juni 2002 im ZDF gesendet.

## Rezeption
„Ein überzeugend gespielter Film, der ein gehöriges Maß an Spannung aufbaut.“